# ATP Finals 2020 – mužská dvouhra
Mužská dvouhra ATP Finals 2020 probíhala okolo poloviny listopadu 2020. Do singlové soutěže londýnského Turnaje mistrů nastoupilo osm nejvýše postavených hráčů v klasifikaci žebříčku ATP. Obhájcem titulu byl řecký tenista Stefanos Tsitsipas, který po dvou prohrách nepostoupil ze základní skupiny.
Z osmi účastníků předchozího ročníku 2019 do dvouhry zasáhli Novak Djoković, Rafael Nadal, Dominic Thiem, Daniil Medveděv, Alexander Zverev a Stefanos Tsitsipas. Debutanty se stali Rus Andrej Rubljov a Argentinec Diego Schwartzman. Pátý hráč žebříčku Roger Federer nestartoval pro dlouhodobou rekonvalesecenci po zranění kolena. Jednalo se o jeho první absenci od roku 2016 a v rámci Turnaje mistrů teprve druhou od sezóny 2001.
Vítězem se stal čtvrtý nasazený Rus Daniil Medveděv, jenž ve finále zdolal 27letého třetího nasazeného Rakušana Dominica Thiema po třísetovém průběhu 4–6, 7–6(7–2) a 6–4. V probíhající sezóně si tak připsal druhé turnajové vítězství, když navázal na předcházející týden hrané Paris Masters, a celkově devátý singlový titul na okruhu ATP Tour. Rakouský tenista naopak odešel poražen i z druhého finále na této akci. Medveděv se stal první hráčem od vítězství Davida Nalbandiana na Masters Madrid 2007 a vůbec prvním na Turnaji mistrů, který cestou za titulem porazil první tři hráče světové klasifikace, když postupně zdolal Djokoviće, Nadala i Thiema. Rovněž byl po Nikolaji Davyděnkovi druhým ruským šampionem turnaje. Finále bylo svou délkou 2 hodin a 43 minut nejdelším finálovým utkání Turnaje mistrů hraného na dva vítězné sety.

## Nasazení hráčů
1. Novak Djoković (semifinále, 400 bodů, 459 000 USD)
2. Rafael Nadal (semifinále, 400 bodů, 459 000 USD)
3. Dominic Thiem (finále, 800 bodů, 861 000 USD)
4. Daniil Medveděv (vítěz, 1 500 bodů, 1 564 000  USD)
5. Alexander Zverev (základní skupina, 200 bodů, 306 000 USD)
6. Stefanos Tsitsipas (základní skupina, 200 bodů, 306 000 USD)
7. Andrej Rubljov (základní skupina, 200 bodů, 306 000 USD)
8. Diego Schwartzman (základní skupina, 0 bodů, 153 000 USD)

## Náhradníci
1. Matteo Berrettini (nenastoupil, 0 bodů, 73 000 USD)
2. Denis Shapovalov (nenastoupil, 0 bodů, 73 000 USD)

## Soutěž
| Legenda                                                       |                                                                        |                                                   |
| - Q – kvalifikant - WC – divoká karta - LL – šťastný poražený | - Alt – náhradník - SE – zvláštní výjimka - PR/SR – žebříčková ochrana | - w/o – bez boje - r – skreč - d – diskvalifikace |

### Finálová fáze
|  | Semifinále | Semifinále      | Semifinále    | Semifinále | Semifinále |   |               | Finále          | Finále | Finále | Finále | Finále |
|  |            |                 |               |            |            |   |               |                 |        |        |        |        |
|  | 4          | Daniil Medveděv | 3             | 7          | 6          |   |               |                 |        |        |        |        |
|  | 2          | Rafael Nadal    | 6             | 64         | 3          |   |               |                 |        |        |        |        |
|  | 2          | Rafael Nadal    | 6             | 64         | 3          |   | 4             | Daniil Medveděv | 4      | 7      | 6      |        |
|  |            |                 |               |            |            |   | 4             | Daniil Medveděv | 4      | 7      | 6      |        |
|  |            | 3               | Dominic Thiem | 6          | 62         | 4 |               |                 |        |        |        |        |
|  | 3          | 3               | Dominic Thiem | 6          | 62         | 4 | Dominic Thiem | 7               | 610    | 7      |        |        |
|  | 3          |                 |               |            |            |   | Dominic Thiem | 7               | 610    | 7      |        |        |
|  | 1          | Novak Djoković  | 5             | 712        | 65         |   |               |                 |        |        |        |        |

### Skupina Tokio 1970
|    |                   | Djoković      | Medveděv | Zverev        | Schwartzman   | Zápasy | Sety        | Hry          | Pořadí |
| 1. | Novak Djoković    |               | 3–6, 3–6 | 6–3, 7–6(7–4) | 6–3, 6–2      | 2–1    | 4–2 (67 %)  | 31–26 (5 4%) | 2.     |
| 4. | Daniil Medveděv   | 6–3, 6–3      |          | 6–3, 6–4      | 6–3, 6–3      | 3–0    | 6–0 (100 %) | 36–19 (65 %) | 1.     |
| 5. | Alexander Zverev  | 3–6, 6–7(4–7) | 3–6, 4–6 |               | 6–3, 4–6, 6–3 | 1–2    | 2–5 (29 %)  | 35–43 (45 %) | 3.     |
| 8. | Diego Schwartzman | 3–6, 2–6      | 3–6, 3–6 | 3–6, 6–4, 3–6 |               | 0–3    | 1–6 (17 %)  | 23–40 (37 %) | 4      |

### Skupina Londýn 2020
|    |                    | Nadal              | Thiem              | Tsitsipas          | Rubljov            | Zápasy | Sety       | Hry          | Pořadí |
| 2. | Rafael Nadal       |                    | 6–7(7–9), 6–7(4–7) | 6–4, 4–6, 6–2      | 6–3, 6–4           | 2–1    | 3–3 (50 %) | 39–33 (52 %) | 2.     |
| 3. | Dominic Thiem      | 7–6(9–7), 7–6(7–4) |                    | 7–6(7–5), 4–6, 6–3 | 2–6, 5–7           | 2–1    | 4–3 (57 %) | 38–40 (49 %) | 1.     |
| 6. | Stefanos Tsitsipas | 4–6, 6–4, 2–6      | 6–7(5–7), 6–4, 3–6 |                    | 6–1, 4–6, 7–6(8–6) | 1–2    | 4–4 (50 %) | 44–45 (51 %) | 3.     |
| 7. | Andrej Rubljov     | 3–6, 4–6           | 6–2, 7–5           | 1–6, 6–4, 6–7(6–8) |                    | 1–2    | 3–4 (43 %) | 33–36 (48 %) | 4      |